# پتر گونتربری
پتر گونتربری (انگلیسی: Peter Gunterberg؛ زادهٔ ۱۷ فوریهٔ ۱۹۵۶) بازیکن بسکتبال اهل سوئد بود. وی در بازی‌های المپیک تابستانی ۱۹۸۰ شرکت کرده‌است.